# Азас (Тоджинський кожуун)
Азас (рос. Азасс) — сільське поселення (сумон), яке входить до складу Тоджинського кожууна Республіки Тива Російської Федерації. Адміністративним центром є село Адир-Кежиг.

## Населення
Населення сумона станом на 1 січня року
| Рік    | 2011 | 2012 | 2013 | 2014 | 2015 |
| ------ | ---- | ---- | ---- | ---- | ---- |
| Насел. | 1203 | 1213 | 1238 | 1277 | 1306 |